# Ladislav Jurkemik
Ladislav Jurkemik (Jacovce, 20 luglio 1953) è un allenatore di calcio ed ex calciatore cecoslovacco, dal 1993 slovacco, di ruolo difensore, tecnico del Nitra. Campione europeo con la Cecoslovacchia nel campionato d'Europa 1976.

## Carriera

### Giocatore

#### Club
Inizia la carriera nel 1972 con l'Inter Bratislava. Nel 1980 militò per una stagione nel Dukla Banská Bystrica prima di ritornare all'Inter Bratislava. Nell'estate 1984 si trasferì in Svizzera al San Gallo e terminò la carriera nel 1992 nell'FC Chur.

#### Nazionale
Con la Cecoslovacchia giocò complessivamente 57 partite andando a segno in tre occasioni. Il suo debutto avvenne il 7 giugno 1975 a Vienna contro l'Austria, mentre giocò la sua ultima partita in Nazionale il 30 novembre 1983 a Bratislava contro la Romania.
Partecipò al campionato d'Europa 1976, dove mise a segno nella finale uno dei tiri di rigore che decretarono la vittoria la Cecoslovacchia ai danni della Germania Ovest, al campionato d'Europa 1980 e campionato del mondo 1982.

### Allenatore
Ritiratosi dal calcio giocato, ha allenato finora diverse compagini svizzere, ceche ed austriache. Nel 2002 è stato nominato commissario tecnico della Slovacchia, abbandonando l'incarico dopo le qualificazioni per il campionato d'Europa 2004.
Nel 2004 è stato il commissario tecnico della Slovacchia under 21. Dal 2011 allena il Nitra, club della Superliga slovacca.

## Palmarès

### Giocatore

#### Club

##### Competizioni nazionali
- Coppa di Cecoslovacchia: 2

Dukla B.B.: 1980-1981
Inter Bratislava: 1983-1984

##### Competizioni internazionali
- Coppa Piano Karl Rappan: 2

Inter Bratislava: 1976, 1977

#### Nazionale
- Campionato d'Europa: 1

Jugoslavia 1976

### Allenatore

#### Club

##### Competizioni nazionali
- Supercoppa di Slovacchia: 1

Zilina: 2004